# 久喜市立清久小学校
久喜市立清久小学校（くきしりつ きよくしょうがっこう）は、埼玉県久喜市にある公立小学校。

## 沿革
- 1873年5月 - 六万部村、中曽根村、中妻村三村連合して香最寺に、豊明学校を開校
- 1886年4月 - 六万部村連合共立小学校となり、六万部学校と改称
- 1889年 - 尋常六万部学校を設立。
- 1902年5月 - 清久尋常小学校と改称。
- 1902年12月 - 高等科を併置、清久尋常高等学校と改称
- 1941年4月 - 清久国民学校と改称。
- 1947年4月 - 清久村立清久小学校と改称、高等科を廃止
- 1954年7月 - 町村合併により久喜町立清久小学校と改称。
- 1971年10月 - 市制移行により久喜市立清久小学校と改称。
- 1976年4月1日 - 現在地に移転。

## 所在地
- 〒346-0037　埼玉県久喜市六万部590番地

## 交通
- 久喜駅西口より徒歩50分。

朝日自動車（朝日バス）
以下の系統に乗車して「清久農協前」より徒歩。
- KU01　久喜駅西口 - 新久喜総合病院前 - 川妻 - モラージュ菖蒲前 - 菖蒲仲橋
- KU02　久喜駅西口 - 新久喜総合病院（玄関） - 川妻 - モラージュ菖蒲前 - 菖蒲仲橋
- KU03　久喜駅西口 - （旧道）久喜上町 - 川妻 - モラージュ菖蒲前 - 菖蒲仲橋

久喜市内循環バス
- 六万部・北中曽根循環「清久コミセン・西公民館入口」より徒歩。